# Lotta ai Giochi della V Olimpiade
Le competizioni di Lotta ai Giochi della V Olimpiade si sono svolte allo Stadio Olimpico di Stoccolma tra il 6 e il 15 luglio 1912.  Si sono disputati cinque eventi di lotta greco romana, tutti maschili.

## Podi

### Lotta Greco-Romana
| Evento                        | Oro            | Argento                     | Bronzo           |
| Pesi piuma (dettagli)         | Kaarlo Koskelo | Georg Gerstäcker            | Otto Lasanen     |
| Pesi leggeri (dettagli)       | Emil Väre      | Gustaf Malmström            | Edvin Mathiasson |
| Pesi medi (dettagli)          | Claes Johanson | Martin Klein                | Alppo Asikainen  |
| Pesi medio-massimi (dettagli) | Non Assegnata  | Anders Ahlgren Ivar Böhling | Béla Varga       |
| Pesi massimi (dettagli)       | Yrjö Saarela   | John Olin                   | Søren Jensen     |

## Medagliere
| Posizione | Paese     |   |   |   | Totale |
| --------- | --------- | - | - | - | ------ |
| 1         | Finlandia | 3 | 2 | 2 | 7      |
| 2         | Svezia    | 1 | 2 | 1 | 4      |
| 3         | Germania  | 0 | 1 | 0 | 1      |
| 3         | Russia    | 0 | 1 | 0 | 1      |
| 5         | Danimarca | 0 | 0 | 1 | 1      |
| 5         | Ungheria  | 0 | 0 | 1 | 1      |
| Totale    | Totale    | 4 | 6 | 5 | 15     |